# 野村俊夫
野村 俊夫（のむら としお、1904年11月21日 - 1966年10月27日）は、日本の作詞家、詩人。福島県福島市出身。本名は鈴木 喜八。

## 略歴
福島県福島市大町の魚屋に生まれる。幼少期、近所には作曲家の古関裕而が住んでおり、5歳年上の野村は兄貴分であり遊び仲間だった。
1924年、20歳の時に福島民友新聞社に入社し、編集部・報道部・文芸欄を担当する。1931年をもって福島民友新聞社を退社。すでにコロムビア専属の作曲家として東京で活動していた古関裕而のすすめで上京する。同年、古関裕而と組んだ初のレコード「福島行進曲」が発売され互いにデビュー作となった。この頃からフリーの作詞家として本格的に活動を開始する。
1939年、藤山一郎のコロムビア復帰第１作目であった「上海夜曲」のヒットにより、コロムビア専属の作詞家となる。作詞家の野村俊夫と作曲家の古関裕而（福島市出身）、歌手の伊藤久男（本宮市出身）の三人は「コロムビア三羽ガラス」と呼ばれた。
1951年頃からは日本音楽著作権協会の理事も務めていた。また、たいへんな酒豪だったという。
2020年9月、日本コロムビアから1988年以来32年ぶりの作品集がリリースされた。

## 主な作品
- 1931年「福島行進曲」（作曲：古関裕而、歌：天野喜久代）
- 1938年「音信はないか」（作曲：能代八郎、歌：小野巡）
- 1938年「忠治子守唄」（作曲：服部逸郎、歌：東海林太郎）
- 1939年「上海夜曲」（作曲：仁木他喜雄、歌：藤山一郎）
- 1939年「ほんとにほんとに御苦労ね」（作曲：倉若晴生、歌：山中みゆき）[注釈 1]
- 1940年「暁に祈る」（作曲：古関裕而、歌：伊藤久男）
- 1941年「宣戦布告」（作曲：古関裕而、歌：伊藤久男、霧島昇）
- 1941年「皇軍の戦果輝く」（作曲：古関裕而、歌：霧島昇）
- 1941年「おらんだ草紙」（作曲：古関裕而、歌：霧島昇）
- 1942年「感激の合唱」（作曲：古関裕而、歌：伊藤久男、二葉あき子）
- 1942年「世紀の凱歌」（作曲：明本京静、歌：霧島昇）
- 1942年「一億みんな戦友だ」（作曲：明本京静、歌：霧島昇）
- 1943年「索敵行」（作曲：万城目正、歌：伊藤久男、霧島昇、楠木繁夫）
- 1943年「大空に祈る」（作曲：万城目正、歌：松原操、三原純子、菊池章子）
- 1943年「憧れの花園」（作曲：加賀谷伸作、歌：霧島昇）
- 1944年「あゝ紅の血は燃ゆる」（作曲：明本京静、歌：酒井弘、安西愛子）
- 1944年「いさおを胸に」（作曲：弘田龍太郎、歌：楠木繁夫、松原操）
- 1946年「裏町セレナーデ」（作曲：古賀政男、歌：霧島昇、二葉あき子）
- 1947年「旅すがた」（作曲：古関裕而、歌：霧島昇）
- 1947年「東京のバラ」（作曲：服部逸郎、歌：霧島昇）
- 1947年「こはくの酒」（作曲：服部逸郎、歌：霧島昇）
- 1947年「今宵も丘に」（作曲：服部逸郎、歌：霧島昇）
- 1947年「チェリー・ソング」（作曲：服部逸郎、歌：霧島昇）
- 1947年「東京の灯ともし頃」（作曲：服部逸郎、歌：霧島昇）
- 1948年「南の薔薇」（作曲：米山正夫、歌：近江俊郎）
- 1948年「湯の町エレジー」（作曲：古賀政男、歌：近江俊郎）
- 1948年「シベリヤ・エレジー」（作曲：古賀政男、歌：伊藤久男）
- 1948年「若き日のエレジー」（作曲：古関裕而、歌：伊藤久男）
- 1949年「港の恋唄」（作曲：古賀政男、歌：鶴田六郎）
- 1949年「ハバロフスク小唄」（作曲：島田逸平、編曲：米山正夫、歌：近江俊郎、中村耕造）
- 1950年「薔薇と蜜蜂」（作曲：古関裕而、歌：二葉あき子）
- 1950年「悲恋椿」（作曲：万城目正、歌：霧島昇、高峰麻梨子）
- 1950年「玄海しぶき」（作曲：古賀政男、歌：霧島昇）
- 1951年「青いガス燈」（作曲：古賀政男、歌：岡本敦郎）
- 1951年「故郷は心のゆりかご」（作曲：田村しげる、歌：霧島昇）
- 1952年「夜船の灯り」（作曲：古関裕而、歌：久保幸江）
- 1952年「月が出ている港町」（作曲：米山正夫、歌：青木光一）
- 1952年「白虎隊」（作曲：古賀政男、歌：霧島昇）
- 1952年「浮草一座の歌」（作曲：古賀政男、歌：霧島昇）
- 1953年「岬の灯り」（作曲：古関裕而、歌：伊藤久男）
- 1953年「元気でねさようなら」（作曲：三界稔、歌：青木光一）
- 1953年「港の町よさようなら」（作曲：古賀政男、歌：霧島昇）
- 1953年「見ないで頂戴お月さま」（作曲：古賀政男、歌：神楽坂はん子）
- 1953年「夕月峠」（作曲：竹岡信幸、歌：霧島昇）
- 1953年「誰を待つ花」（作曲：平川英夫、歌：霧島昇）
- 1954年「湖畔のギター」（作曲：古賀政男、歌：霧島昇）
- 1954年「夜霧のギター」（作曲：服部良一、歌：霧島昇）
- 1954年「二十才の青春」（作曲：古賀政男、歌：青木光一）
- 1954年「鴎の笛」（作曲：古関裕而、歌：伊藤久男）
- 1954年「月を見ていたら」（作曲：服部逸郎、歌：青木光一）
- 1954年「元気でね、又逢おう」（作曲：三界稔、歌：青木光一）
- 1954年「佐賀音頭」（作曲：八州秀章、歌：青木光一、永田とよ子）
- 1956年「怒涛の男」（作曲：古賀政男、歌：美空ひばり）
- 1956年「思い出は懐かしきかな」（作曲：古賀政男、歌：霧島昇）
- 1956年「どうせ拾った恋だもの」（作曲：船村徹、歌：コロムビア・ローズ）
- 1956年「恋に朽ちなん」（作曲：万城目正、歌：霧島昇）
- 1956年「メコンの舟歌」（作曲：古関裕而、歌：伊藤久男）
- 1956年「ガンヂス河は流れる」（作曲：古関裕而、歌：伊藤久男）
- 1957年「東京だョおっ母さん」（作曲：船村徹、歌：島倉千代子）
- 1957年「馬喰一代」（作曲：古賀政男、歌：村田英雄）
- 1957年「東京無情」（作曲：船村徹、歌：織井茂子）
- 1957年「東京の空なつかし」（作曲：万城目正、歌：霧島昇）
- 1958年「ボロロン流し」（作曲：三島昇、歌：霧島昇）
- 1959年「東京タワー」（作曲：船村徹、歌：美空ひばり）
- 1960年「他国の雨」（作曲：石毛長二郎、歌：島倉千代子）
- 1960年「スカイラインの歌（補作）」（作曲：古関裕而、歌：守屋浩）
- 1962年「殺陣師段平」（作曲：船村徹、歌：村田英雄）
- 1964年「故郷はいつも瞼に」（作曲：古関裕而、歌：レコード化されず）

このほか完成年が定かでなくなっているが、常磐炭礦（現・常磐興産）の礦歌（社歌）「我等の力」及び同社野球部応援歌「若きいのち」の作詞を手掛けている（いずれも作曲は古関裕而）。

## 出演
- この人野村俊夫ショー（NHK総合）[注釈 2]

## 登場する作品

### テレビドラマ
- エール - 2020年度上半期NHK連続テレビ小説。主役の古山裕一（古関裕而がモデル）の幼なじみとして、野村をモデルとした村野鉄男（演・中村蒼、子供時代・込江大牙）が登場する [4]。劇中では野村俊夫・古関裕而・伊藤久男の「コロムビア三羽ガラス」は「福島三羽ガラス」という名で設定されている[2]。